# Аль-Арабі (Ель-Кувейт)
Спортивний клуб «Аль-Арабі» або просто «Аль-Арабі» (араб. النادي العربي الرياضي) — професіональний кувейтський футбольний клуб з міста Ель-Кувейт. «Аль-Арабі» — один з найстарших клубів Кувейту, заснований в 1953 році. Команда зараз виступає в Прем'єр-лізі Кувейту і є однією з найбільш титулованих у країні. Також «Аль-Арабі» стала першою кувейтською командою, яка виступала в Кубку АФК.
Свої домашні поєдинки команда проводить на стадіоні «Сабах Аль-Салем» у Мансурії, пригороді Ель-Кувейта.

## Історія
Футбольний клуб було засновано 1953 року під назвою «Аль-Уруба», а з 1960 року він став називатись спортивним клубом «Аль-Арабі», а окрім футболу у клубі були секції баскетболу, волейболу та важкої атлетики. Втім найсильнішою залишалась саме футбольна команда, яка була одним з грандів кувейтського футболу і з моменту заснування у 1961 році національного чемпіонату за перше десятиліття 6 разів ставала чемпіоном країни (1961–62, 1962–63, 1963–64, 1965–66, 1966–67, 1969–70), включаючи і дебютний розіграш турніру. Такі ж показники у команди були і в Кубку Еміра Кувейту (1961–62, 1962–63, 1963–64, 1965–66, 1968–69, 1970–71).
У 1970-ті роки не перші ролі вийшла «Аль-Кадісія» і «Аль-Арабі» на певний час залишився без трофеїв, але десятиліття 1980-х років знову належало «Аль-Арабі» з сімома чемпіонствами за десять років (1979–80, 1981–82, 1982–83, 1983–84, 1984–85, 1987–88, 1988–89) та двома національними кубками (1980–81, 1982–83). Тоді ж у 1982 році «Аль-Арабі» стала першою командою, яка виграла Кубок чемпіонів Перської затоки, а у двох наступних розіграшах 1983 та 1985 років ставала другою (пізніше команда ще раз виграла цей трофей в 2003 році і була фіналістом у 1994 роках).
В подальшому команда почала втрачати провідні позиції в країні, хоча і ставала чемпіоном у сезонах 1992–93, 1996–97 та 2001–02 років, а також сім разів вигравала кубок (1991–92, 1995–96, 1998–99, 1999–00, 2004–05, 2005–06, 2007–08).
У сезоні 2012–13 клуб став фіналістом Клубного кубка УАФА, поступившись у фіналі клубу «УСМ Алжир».

## Досягнення

### Національні
- Прем'єр-ліга
  -  Чемпіон (17): 1961–62, 1962–63, 1963–64, 1965–66, 1966–67, 1969–70, 1979–80, 1981–82, 1982–83, 1983–84, 1984–85, 1987–88, 1988–89, 1992–93, 1996–97, 2001–02, 2020–21
  -  Срібний призер (12): 1967–68, 1968–69, 1970–71, 1972–73, 1973–74, 1978–79, 1980–81, 1986–87, 1989–90, 2002–03, 2003–04, 2014–15

- Кубок Еміра Кувейту
  -  Володар (16): 1961–62, 1962–63, 1963–64, 1965–66, 1968–69, 1970–71, 1980–81, 1982–83, 1991–92, 1995–96, 1998–99, 1999–00, 2004–05, 2005–06, 2007–08, 2020
  -  Фіналіст (13): 1964–65, 1966–67, 1967–68, 1969–70, 1971–72, 1973–74, 1989–90, 1990–91, 1994–95, 1997–98, 2008–09, 2015–16, 2017–18

- Кубок наслідного принца Кувейту
  -  Володар (8): 1995–96, 1996–97, 1998–99, 1999–00, 2006–07, 2011–12, 2014–15, 2020–21
  -  Фіналіст (5): 2002–03, 2009–10, 2012–13, 2013–14, 2019–20

- Кубок Федерації футболу Кувейту
  -  Володар (6): 1969–70 1995–96, 1996–97, 1998–99, 1999–00, 2013–14
  -  Фіналіст (3): 2009–10, 2012–13, 2021–22

- Суперкубок Кувейту
  -  Володар (3): 2008, 2012, 2021

- Кубок Аль-Хурафі
  -  Володар (3): 1998–99, 2000–01, 2001–02
  -  Фіналіст (2): 2003–04, 2005–06

### Міжнародні
- Кубок арабських чемпіонів
  -  Фіналіст (1): 2012–13

- Клубний кубок чемпіонів країн Перської затоки з футболу
  -  Володар (2): 1982, 2003
  -  Фіналіст (3): 1983, 1985, 1994

### Рекорди
Окрім низки титулів, команда має і багато загальнонаціональних рекордів. Так «Аль-Арабі» є першою кувейтською командою, яка вигравала чемпіонат 3 рази поспіль (1961–62, 1962–63, 1963–64), а згодом і 4 рази поспіль (1981–82, 1982–83, 1983–84, 1984–85), першою кувейтською командою, яка виграла чемпіонат не втративши жодного очка (1961–62) та ін.

## Відомі гравці
| - Абдулла Аль-Булуші - Самі Аль-Хашаш - Мохаммед Карам | - Хамді Марзукі - Рауль Родрігес - Фелікс Абоаг'є | - Хоакін Ботеро - Даміан Лісіо |

## Головні тренери
| Рік       | Головний тренер       | Національність |
| --------- | --------------------- | -------------- |
| 1978      | Дейв Макай            | Шотландія      |
| 1981–82   | Френк Аптон           | Англія         |
| 1987      | Дейв Макай            | Шотландія      |
| 1993–94   | Боббі Кемпбелл        | Англія         |
| 1994–95   | Мохамед Карам         | Кувейт         |
| 1994–95   | Колін Добсон          | Англія         |
| 1995–96   | Драган Михайлович     | СР Югославія   |
| 1996      | Джавад Максід         | Кувейт         |
| 1996–97   | Фавзі Ібрагім         | Кувейт         |
| 1998–99   | Ян Пиварник           | Словаччина     |
| 1999–01   | Драган Михайлович     | СР Югославія   |
| 2001–03   | Вальдеїр Віейра       | Бразилія       |
| 2003–04   | Себастьян Лазароні    | Бразилія       |
| 2004–05   | Мохсен Салех          | Єгипет         |
| 2005      | Вальдеїр Віейра       | Бразилія       |
| 2006      | Ненад Єстрович        | Сербія         |
| 2007–08   | Жозе Рашан            | Португалія     |
| 2008–09   | Ахмед Халаф           | Кувейт         |
| 2009–10   | Драган Скочич         | Хорватія       |
| 2010–11   | Марсело Кабо          | Бразилія       |
| 2011      | Зоран Петович         | Сербія         |
| 2011      | Фавзі Ібрагім         | Кувейт         |
| 2011–14   | Жозе Роман            | Португалія     |
| 2014–15   | Борис Буняк           | Сербія         |
| 2015      | Луїс Феліпе           | Португалія     |
| 2015      | Ахмад Аскар (в.о.)    | Кувейт         |
| 2015–2016 | Борис Буняк           | Сербія         |
| 2016      | Фавзі Ібрагім         | Кувейт         |
| 2016      | Ахмад Аскар (в.о.)    | Кувейт         |
| 2016–2017 | Міодраг Єшич          | Сербія         |
| 2017–2018 | Мохаммед Ебрагім      | Кувейт         |
| 2018–2019 | Хуссам Аль-Саєд       | Сирія          |
| 2019-     | Хуан Ігнасіо Мартінес | Іспанія        |